# Björn Schenkel
Björn Schenkel  (* 1998) ist ein Schweizer Unihockeyspieler, der beim Nationalliga-A-Verein Unihockey Tigers Langnau unter Vertrag steht.

## Karriere
Schenkel debütierte 2020 in der ersten Mannschaft der Unihockey Tigers Langnau, nachdem er sämtlich Nachwuchsstufen bei den Langnauern durchlaufen hatte.